# Клајнхојбах
Клајнхојбах (њем. Kleinheubach) град је у њемачкој савезној држави Баварска. Једно је од 32 општинска средишта округа Милтенберг. Према процјени из 2010. у граду је живјело 3.538 становника. Посједује регионалну шифру (AGS) 9676132.

## Географски и демографски подаци
Клајнхојбах се налази у савезној држави Баварска у округу Милтенберг. Град се налази на надморској висини од 128 метара. Површина општине износи 9,5 km². У самом граду је, према процјени из 2010. године, живјело 3.538 становника. Просјечна густина становништва износи 373 становника/km².